# Rue Černínská
La rue Černínská est une voie de Prague. Située dans le quartier de Hradčany elle relie la place Loretánská aux escaliers menant aux rues Jelení et Keplerova. 

## Nom
Elle porte le nom du palais Černín qui domine la rue. Ce palais est le plus vaste palais baroque de Prague, dont la taille est comparable à celle du musée national.

## Bâtiments remarquables et lieux de mémoire
- Palais Černín - numéro 5, siège du Ministère des Affaires Etrangères[2]
- Jardin Cernin
- Maison Au faisan doré, au numéro 7.
- Maison de Josef Lumbe et son jardin au numéro 12.

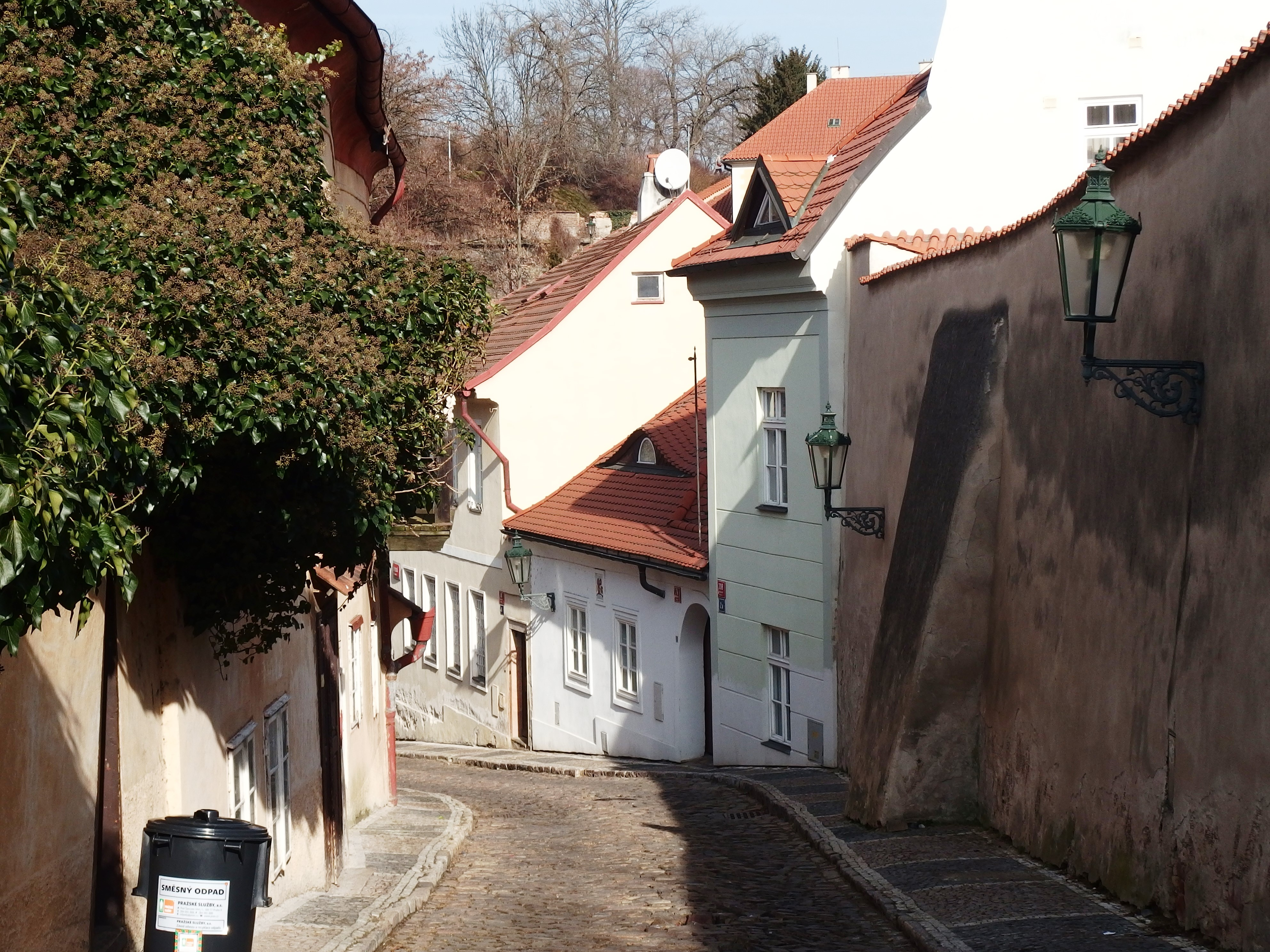
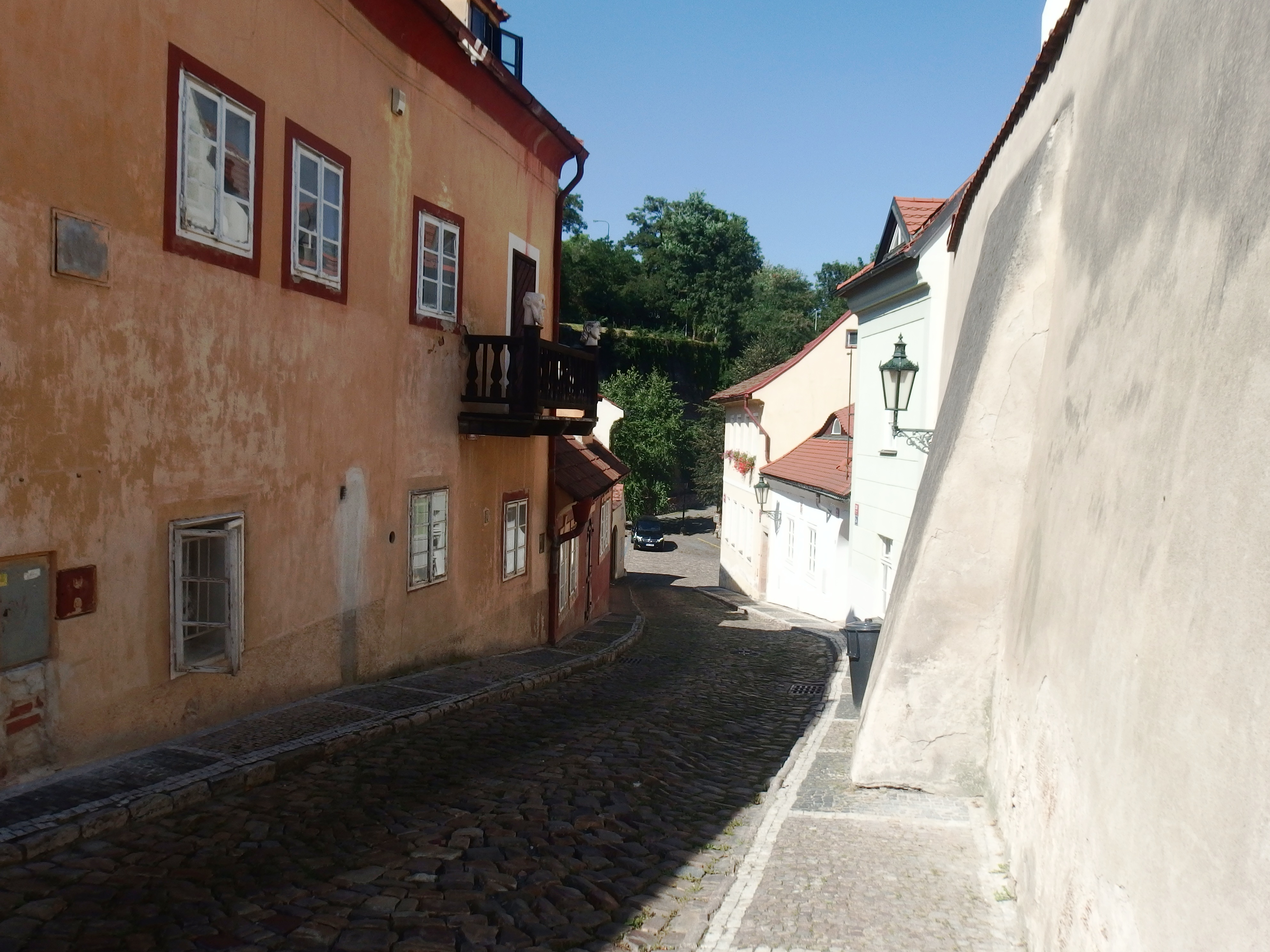
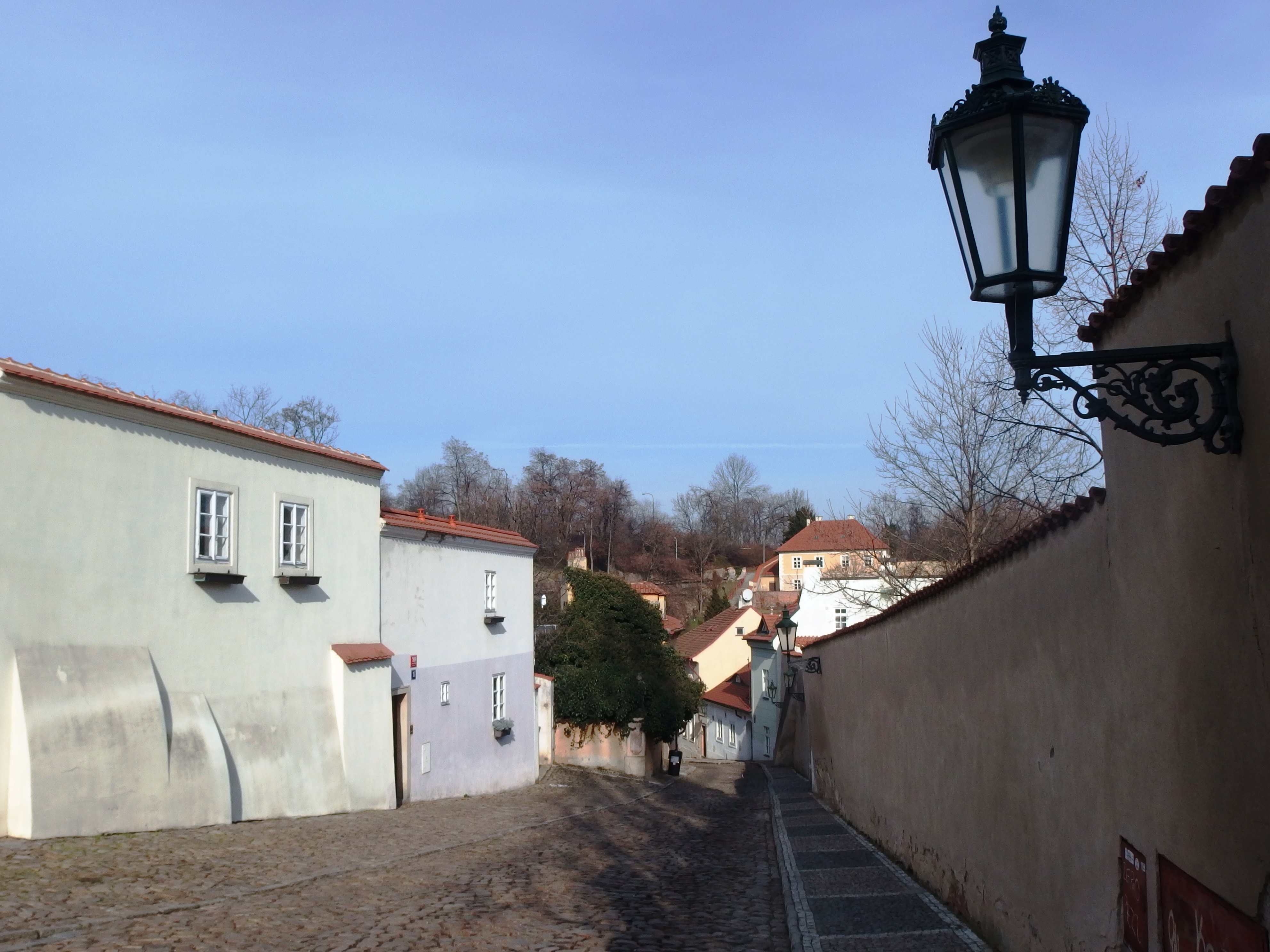
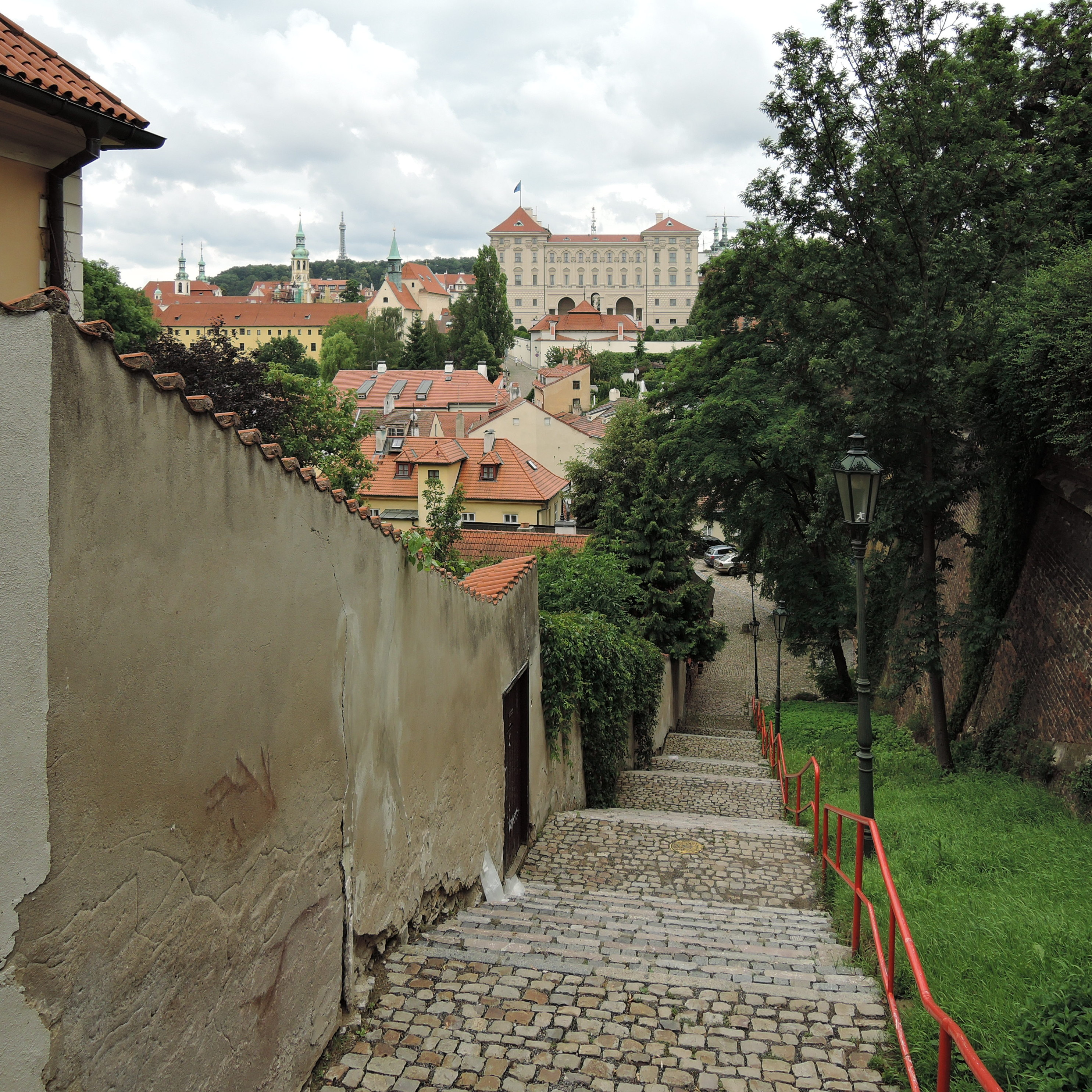